# Маркевич, Димитрий Борисович
Димитрий Борисович Маркевич (англ. Dimitry Markevitch; 16 марта 1923, Ла Тур-де-Пейльц — 29 января 2002, Кларанс) — швейцарский виолончелист украинского происхождения. Правнук Председателя Петербургской судебной палаты Андрея Николаевича Маркевича (1830—1907), праправнук украинского историка Николая Андреевича Маркевича. Старший брат Димитрия Маркевича — дирижёр Игорь Маркевич.
В семилетнем возрасте поступил в Париже в ученики к Григорию Пятигорскому, в конце 1930-х последовал за своим учителем в США. В 1941—1942 гг. занимался в музыкальном центре Тэнглвуд, затем ушёл на военную службу. В 1958—1963 гг. по приглашению Леонарда Бернстайна играл в Нью-Йоркском филармоническом оркестре, став первым за всю историю оркестра музыкантом, который был принят в него без предварительного прослушивания. Затем Маркевич вернулся к сольной карьере и исследовательской работе.
Важнейшей составляющей репертуара Маркевича были Шесть сюит Иоганна Себастьяна Баха для виолончели соло, которые он часто играл в одном концерте подряд (например, в 1964 г. в Карнеги-холле), в том числе на историческом инструменте. Маркевич также первым записал все виолончельные сонаты Бетховена (с пианистом Даниэлем Шпигельбергом) и Сонату для скрипки соло Золтана Кодаи.
Маркевичу принадлежит заслуга обнаружения целого ряда забытых и малоизвестных произведений, в том числе, например, виолончельного переложения Крейцеровой сонаты Бетховена. Он подготовил издание собственной редакции сюит Баха, участвовал в редакции и издании сочинений Мусоргского, Де Фальи, Стравинского, Шостаковича. Маркевичем написана книга «История виолончели» (английский перевод 1984) и составлена тщательная библиография сочинений для виолончели соло, опубликованная в 1989 г. (англ. The Solo Cello: A Bibliography of the Unaccompanied Violoncello Literature) и пополнявшаяся автором до самой смерти.
В 1973 г. Маркевич основал и возглавил Институт высших музыкальных исследований (фр. Institut de Hautes Études Musicales (IHEM)) в Монтрё. Уникальная коллекция Маркевича включала около 3000 нотных изданий и рукописей виолончельного репертуара, в том числе 72 издания сюит Баха; эта коллекция по завещанию музыканта отошла Женевской консерватории.